# 瓦萨应用科学大学

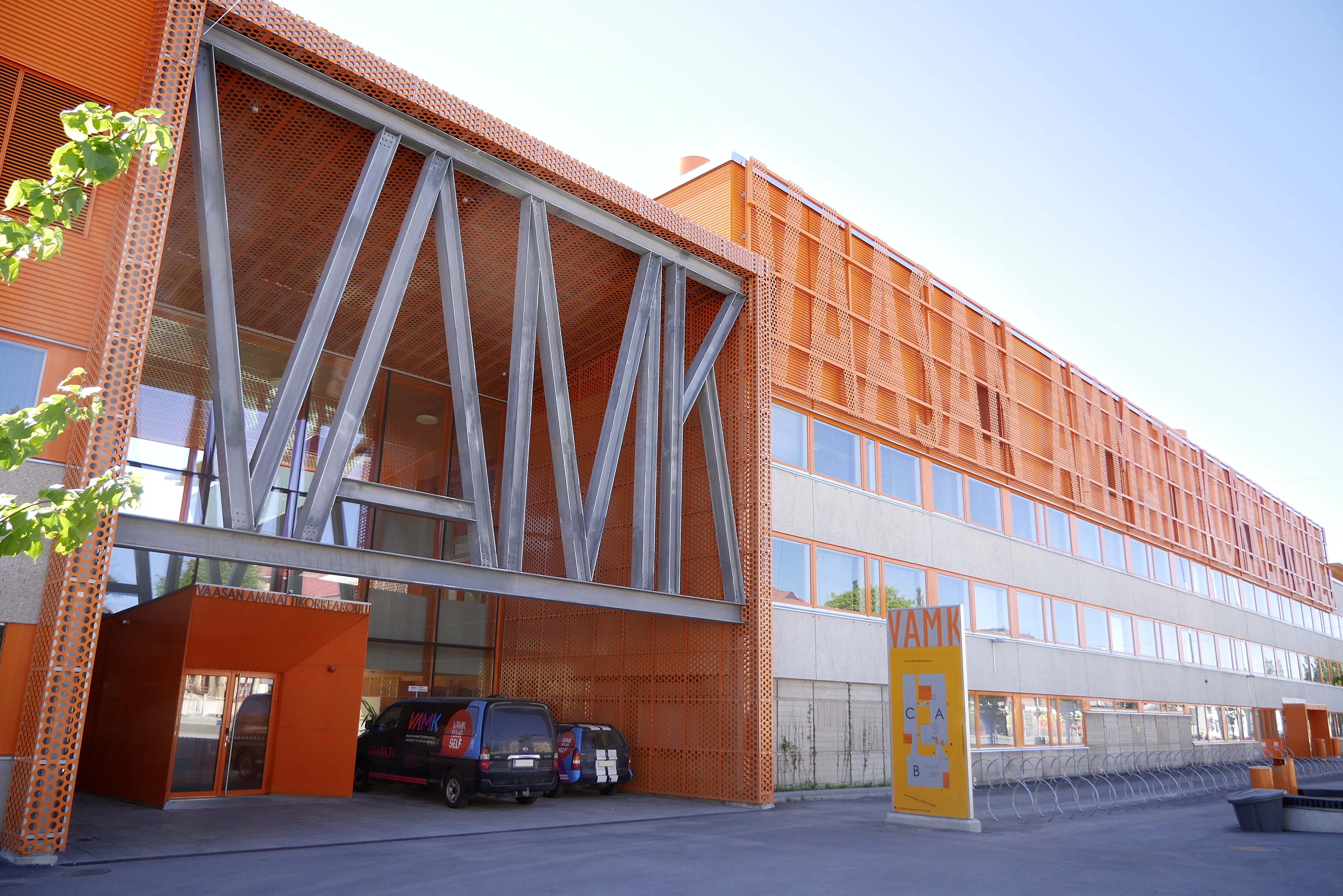
瓦萨应用科学大学

瓦萨应用科学大学（芬蘭語：Vaasan ammattikorkeakoulu），是芬兰应用科学大学之一。它的前身是成立于1849年的瓦萨实用技术学校（Vaasa Technical Real School）。学校在20世纪曾长期使用瓦萨理工学院（Vaasa Institute of Technology）的名称，直到1996年学校的所有权由芬兰中央政府移交给瓦萨市。